# Autoportrait (Modigliani)
Pour les articles homonymes, voir Autoportrait (homonymie).
Autoportrait est un tableau réalisé par le peintre italien Amedeo Modiglianino en 1919. Cette huile sur toile est un autoportrait de l'artiste. Il s'y représente de profil, une écharpe au cou, assis sur une chaise sa palette en main. Don de Yolanda Penteado (en) et Francisco Matarazzo Sobrinho, l'œuvre est conservée depuis 1963 au musée d'Art contemporain de l'université de São Paulo, à São Paulo, au Brésil.